# Itaí
Itaí é um município brasileiro do estado de São Paulo. Localiza-se a uma latitude 23º25'04" sul e a uma longitude 49º05'26" oeste na região sudoeste do estado, estando a uma altitude de 654 metros. O município de Itaí está situado a aproximadamente 60 km da fronteira estadual entre São Paulo e o Paraná. Sua população, conforme o censo do IBGE de 2022, é de 25.180 habitantes, distribuídos em uma área de 1 092,884 km². O Trópico de Capricórnio atravessa a cidade de Itaí.

## Toponímia
"Itaí" é um termo de origem tupi que significa "rio da pedra" ou até "água da pedra", através da junção dos termos itá ("pedra") e  'y  ("água"), formando uma relação genitiva. O nome do município tem derivação do tupi em homenagem aos povos indígenas que habitaram a região antes de sua colonização.

## História
Os fazendeiros estabelecidos junto à foz do rio Taquari tinham dificuldades de abastecimento e comercialização de seus produtos dada a distância da povoação mais próxima, que era Faxina (atual Itapeva). Assim, em 1869, Salvador de Freitas, José Silveira Melo, Manoel Pedroso de Oliveira e Capitão José Floriano, fundaram na encosta da Serrinha, próximo ao rio dos Carrapatos, um povoado com o nome de Santo Antônio da Ponta da Serra, denominação escolhida em homenagem ao Padroeiro e para definir a posição ocupada pelo núcleo.
Os quarenta alqueires do patrimônio foram adquiridos de Bernardino Leite por Salvador de Freitas e José Silveira Melo, Manoel Pedroso e o capitão José Floriano foram os responsáveis pela construção do primeiro edifício de aproximadamente 80 metros quadrados. Nesses quarenta alqueires foram instalados uma capela e as primeiras casas do povoado.
O povoado de Santo Antônio, fundado pelos fazendeiros, cresceu e se organizou ao redor dessa capela, que pode ser considerada como o marco zero da cidade de Itaí. No tempo em que tais prédios foram construídos, a única estrutura ali existente era uma casa de madeira e barro, habitada por Miguel Correa Melo e que se localizava ao extremo norte da hoje Rua Salvador de Freitas.
Logo em 1870 foi elaborada a planta inicial do povoado e demarcados e alinhados o largo e as ruas. Em 1872, a localidade já contava com cerca de cinquenta casas habitáveis, demonstrando um alto índice de desenvolvimento se comparado aos outros povoados existentes na região até aquele momento.
Esse pequeno desenvolvimento inicial favoreceu a transformação do povoado em freguesia na data de 16 de abril de 1874.  A partir desse dia, a nova freguesia passou a se chamar "Santo Antônio da Boa Vista", pertencente ao município de Itapetininga. Em 1.º de maio de 1891, a freguesia foi elevada à categoria de vila. Em 19 de dezembro de 1906 a vila foi elevada à categoria de cidade e em 25 de novembro de 1920, por lei estadual nº 1748, recebeu o seu nome atual, Itaí.
A povoação vizinha, Bom Sucesso (atual Paranapanema), que também começava a se formar, foi elevada à categoria de freguesia, passando Santo Antônio da Ponta da Serra a integrar seu território, a partir de março de 1874.  Um mês depois, foi criada na povoação de Santo Antônio das Pedras, a freguesia de Santo Antônio da Boa Vista, passando a ser adotado esse último nome para o antigo núcleo. Em 1920, passou a denominar-se Itaí, que em tupi-guarani significa pedra do rio ( "ita"= pedra +"y"= rio).

### Formação Administrativa
Freguesia criada com a denominação de Santo Antônio da Boa Vista, por lei provincial no 42, de 16 de abril de 1874, subordinado ao município de Itapetininga.  Elevado a categoria de vila com a denominação de Santo Antônio da Boa Vista, por decreto-lei estadual no 163, de 1 de maio de 1891, desmembrado de Faxina.
Sede na vila Santo Antônio da Boa Vista. Constituído do distrito sede. Instalado em 29 de maio de 1891.  Elevado à categoria de município, pela lei estadual no 1038, de 19 de dezembro de 1906. Em divisão administrativa referente ao ano de 1911, o município é constituído de 2 distritos: Santo Antônio da Boa Vista e Caputera. Pela lei estadual n.º 1748, de 25 de novembro de 1920, o município de Santo Antonio da Boa Vista passou a denominar-se Itaí. Pela lei estadual no 2308, de 13 de dezembro de 1928, transfere o distrito de Caputera do município de Itaí para o de Faxina.. Em divisão administrativa referente ao ano de 1933, o município de Itaí é constituído do distrito sede.
Pelo decreto-lei estadual no 6530, de 3 de julho de 1934, o município de Bom Sucesso é conduzido a categoria de distrito, sendo seu território anexado do município de Itaí. Em divisões territoriais datadas de 31-XII-1936 e 31-XII-1937, o município é constituído de 2 distritos: Itaí e Bom Sucesso. No quadro fixado para vigorar no período 1939-1943, o município de Itaí é constituído de 2 distritos: de Itaí e Bom Sucesso. Pelo decreto-lei estadual no 14344, de 30 de novembro de 1944, desmembra do município de Itaí o distrito de Bom Sucesso. Elevado à categoria de município com a denominação de Paranapanema.
No quadro fixado para vigorar no período de 1944-1948, o município de Itaí é constituído do  distrito sede.  Em divisão territorial datada de 1-VII-1960, o município é constituído do distrito sede. Assim permanecendo em divisão territorial datada de 14-V-2001.

## Geografia
Itaí localiza-se no vale do Paranapanema, sudoeste do estado de São Paulo. Seu relevo tem aspecto montanhoso no centro de Oeste a Leste e de pequena ondulação de Norte a Sul. Sua maior atitude em relação ao nível do mar é de 718 metros, localizada na zona rural próximo ao município de Taquarituba. Seu clima é subtropical, pois o município é cortado pelo Trópico de Capricórnio.

### Municípios limítrofes
- Norte: Piraju, Cerqueira César, Arandu e Avaré
- Sul: Itapeva e Itaberá
- Leste: Paranapanema
- Oeste: Tejupá, Taquarituba e Coronel Macedo

Possui uma área de 1 092,884Km²,

### Hidrografia
- Rio Paranapanema
- Represa de Jurumirim
- Rio Taquari
- Ribeirão do Caçador
- Ribeirão Lageado
- Rio dos Carrapatos[7]

### Rodovias
- SP-270 - Rodovia Raposo Tavares
- SP-255 - Rodovia Eduardo Saigh
- SP-268

### Clima
Itaí possui um clima subtropical, com temperatura média anual de 20 °C. Durante o inverno, não é raro as temperaturas ficarem próximas a 0 °C e geadas ocorrem ocasionalmente.
| Tabela climática de Itaí                   | Tabela climática de Itaí | Tabela climática de Itaí | Tabela climática de Itaí | Tabela climática de Itaí | Tabela climática de Itaí | Tabela climática de Itaí | Tabela climática de Itaí | Tabela climática de Itaí | Tabela climática de Itaí | Tabela climática de Itaí | Tabela climática de Itaí | Tabela climática de Itaí | Tabela climática de Itaí | Tabela climática de Itaí |
| Temperatura                                | Temperatura              | Temperatura              | Temperatura              | Temperatura              | Temperatura              | Temperatura              | Temperatura              | Temperatura              | Temperatura              | Temperatura              | Temperatura              | Temperatura              | Temperatura              | Temperatura              |
| Mês                                        | Jan                      | Fev                      | Mar                      | Abr                      | Mai                      | Jun                      | Jul                      | Ago                      | Set                      | Out                      | Nov                      | Dez                      |                          | Média                    |
| ------------------------------------------ | ------------------------ | ------------------------ | ------------------------ | ------------------------ | ------------------------ | ------------------------ | ------------------------ | ------------------------ | ------------------------ | ------------------------ | ------------------------ | ------------------------ | ------------------------ | ------------------------ |
| Média Máxima °C                            | 28,3                     | 28,6                     | 28,6                     | 26                       | 23,6                     | 22,2                     | 22,7                     | 24                       | 24,4                     | 26,4                     | 27,3                     | 26,5                     |                          | 25,7                     |
| Média minima °C                            | 17,5                     | 18,2                     | 17,1                     | 14,3                     | 11,4                     | 9,4                      | 9,2                      | 10,4                     | 12,4                     | 14,5                     | 15,7                     | 16,5                     |                          | 13,8                     |
| Precipitação                               |                          |                          |                          |                          |                          |                          |                          |                          |                          |                          |                          |                          |                          |                          |
| Mês                                        | Jan                      | Fev                      | Mar                      | Abr                      | Mai                      | Jun                      | Jul                      | Ago                      | Set                      | Out                      | Nov                      | Dez                      |                          | Média                    |
| Total mm                                   | 211,7                    | 179,2                    | 106,9                    | 63,2                     | 76,4                     | 67,4                     | 57,4                     | 43,9                     | 82,1                     | 123,5                    | 122                      | 155,4                    |                          | 1289,1                   |
| Dados de 1961 a 1990, por Jornal do Tempo. |                          |                          |                          |                          |                          |                          |                          |                          |                          |                          |                          |                          |                          |                          |

## Demografia
Devido à presença de um presídio exclusivo para criminosos de outros países, a população de Itaí tem a segunda maior concentração de estrangeiros do Brasil, perdendo apenas para a de Chuí, no Rio Grande do Sul: 5,7% dos moradores não são brasileiros, de acordo com o Censo demográfico do Brasil de 2010. A prisão foi construída em 2006 após o Governo do Estado de São Paulo descobrir que a facção criminosa Primeiro Comando da Capital planejava matar detentos estrangeiros para ampliar a repercussão das revoltas organizadas pela gangue na época.
Dados do Censo - 2010
População total: 24 008 hab.
População Estimada em 2021: 27 632 hab.

## Política e administração
- Prefeito: José Ramiro Antunes do Prado
- Vice-prefeito: Marcos Domingos Correa
- Presidente da câmara: Ronaldo Aparecido dos Santos (Janeiro de 2017 a Março de 2019)

## Infraestrutura

### Comunicações
O sistema de telefones automáticos foi inaugurado na cidade em 1977 pela Telecomunicações de São Paulo (TELESP), que também implantou o sistema de discagem direta à distância (DDD) em 1979 com o código de área (0147).
Na década de 90 o código DDD da cidade foi alterado para (014), para padronização do sistema telefônico com a telefonia celular que estava sendo implantada em todo o estado.

### Transportes
- Viação Manoel Rodrigues
- Viação Princesa do Norte
- Viação Transfronteira

### Outros dados
- Agências bancarias: 6
- Agências da previdência social: 1
- Correios: 1
- Corpo de Bombeiros: 1
- Escolas: 18

1. Pré-escola: 06
2. Fundamental: 08
3. Ensino Médio: 04

- Saúde: 8 unidades de atendimento municipal, contando com um hospital.

## Pessoas ilustres

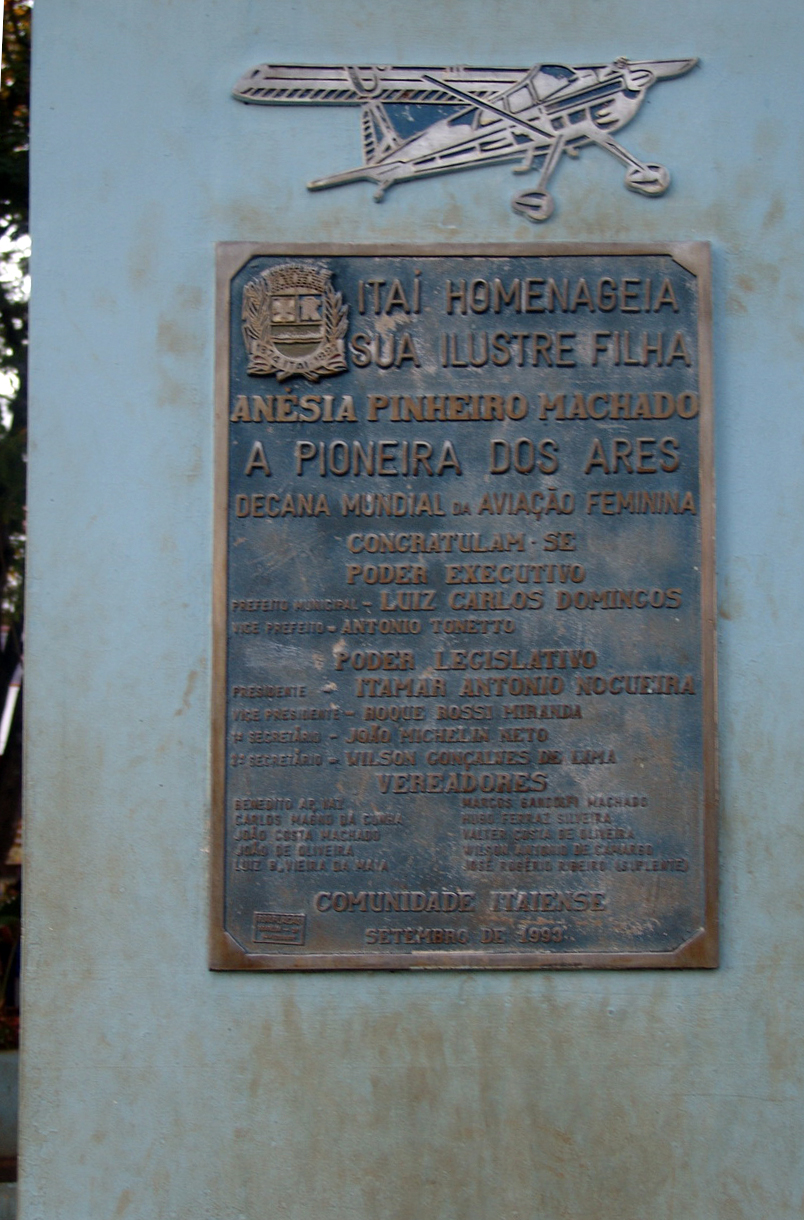
Primeira mulher a se habilitar e a trabalhar como aviadora no Brasil.

- Anésia Pinheiro Machado
- Napoleão Mendes de Almeida

## Turismo
Itaí possui diversas belezas naturais e está próxima a três estâncias turísticas. Com uma área de mais de mil quilômetros quadrados, Itaí possui vários ribeirões, cachoeiras e até algumas cavernas que podem ser visitados pelos turistas.
O município é banhado pela represa de Jurumirim em uma vasta área, o que lhe proporciona a existência de belas praias de água doce de grande extensão. Em tais praias ou em suas proximidades o turista pode encontrar diversos condomínios com casas de veraneio, sendo alguns muito luxuosos.
Itaí também conta com fazendas ecológicas, onde o turista pode entrar em contato com animais silvestres existentes na região. Na cidade, o turista pode conhecer o museu da cidade, que traz em seu acervo parte da história do município e da região, bem como achados arqueológicos do município.
E ainda no município, há o clube CERIPA, o maior e mais moderno clube de toda a região e a tradicional feira de Santo Antônio, comemorado sempre no mês de Junho, onde conta com vários comerciantes do próprio estado e de outros também.

## Religião

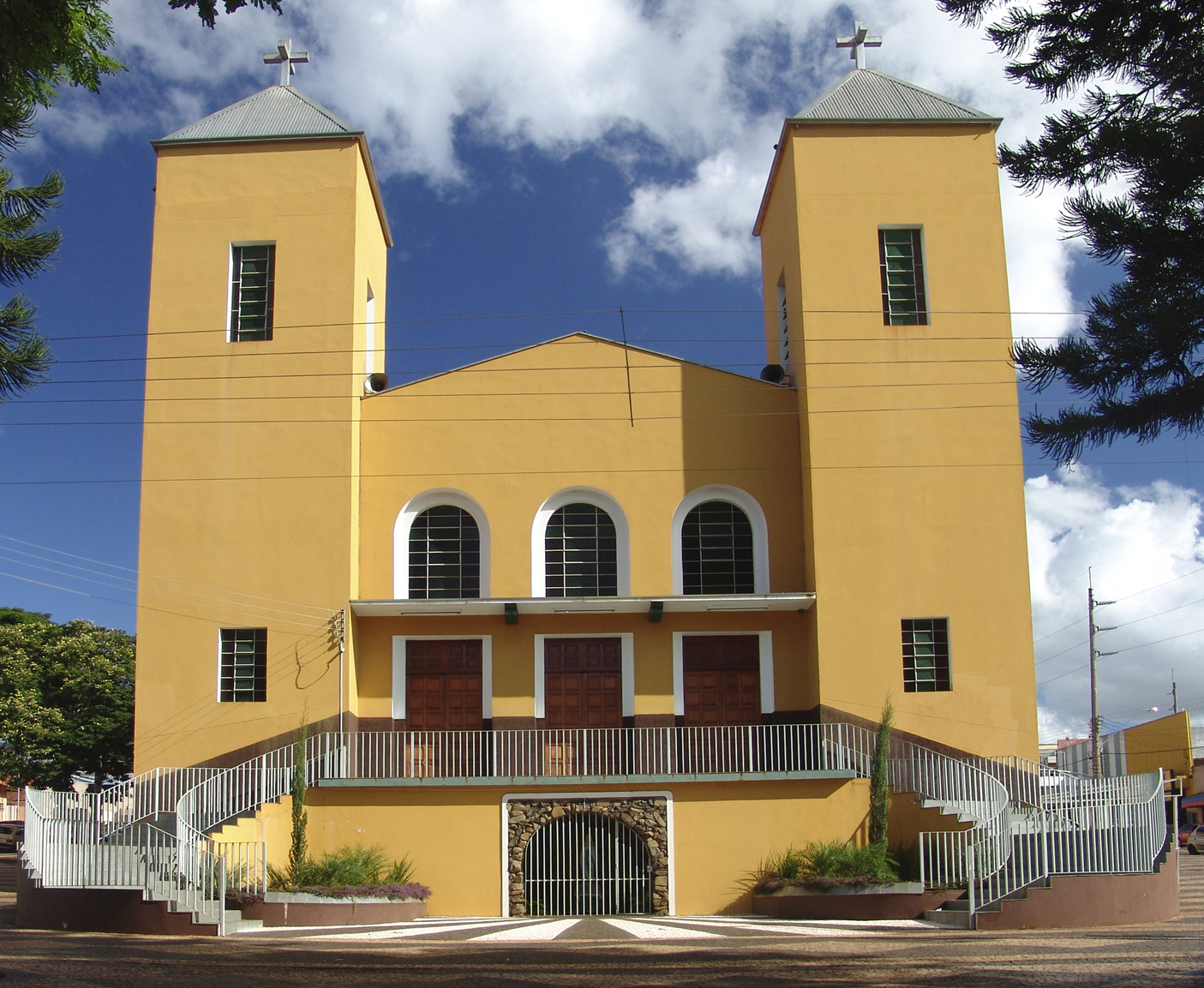
Igreja de Santo Antônio - Praça Padre Ernesto Odino

O Cristianismo se faz presente na cidade da seguinte forma:

### Igreja Católica
- A igreja faz parte da Diocese de Itapeva.[12]

### Igrejas Evangélicas
- Assembleia de Deus Ministério do Belém.[13][14]
- Congregação Cristã no Brasil.[15]